# Билека, Сильвестр Сиале
Сильвестр Сиале Билека (исп. Silvestre Siale Bileka; род. 1939) — экваториально-гвинейский политик. Билека занимал пост премьер-министра с 4 марта 1992 по 1 апреля 1996 года. Он является членом Демократической партии Экваториальной Гвинеи. Билека также занимал пост председателя Верховного суда, подав в отставку президенту Теодоро Обиангу Нгеме в январе 2004 года. Официальной причиной его отставки была «неспособность достичь желаемого результата с точки зрения улучшения работы судебной системы». Он был первым высокопоставленным государственным чиновником, подавшим в отставку, поскольку президент обычно вместо этого просто увольнял своих коллег. Он Буби.